# Vizcondado de Matamala
El Vizcondado de Matamala es un título nobiliario español creado el 6 de junio de 1703 por el rey Felipe V, a favor de D. Lucas Jerónimo Yáñez de Barnuevo y San Clemente, I Marqués de Zafra, Caballero de la Orden de Alcántara. Su padre, Lucas Francisco Yáñez de Barnuevo Zapata, que había sido regidor perpetuo de Soria por el linaje de Santa María de Barnuevo y  Alcaide de las fortalezas de Peña de Alcázar, Establés y Zafra (de Záncara) y Caballero de la Orden de Alcántara (1644) ya había solicitado merced de título en 1700 a Carlos II.  Su abuelo Francisco también había sido caballero de la Orden de Santiago y regidor perpetuo de Soria, siendo este linaje uno de los más antiguos de Castilla.
La rama de los Vizcondes de Matamala, denominada "de la sierpe" se remonta a Blasco de Barnuevo, casado con Urraca de Aceves (del linaje del gran Obispo de Osma don Diego de Aceves), cuyo nieto es Fernando Yáñez de Barnuevo que "mató a la sierpe" y es mencionado en la Numantina.  
Los Barnuevo, antepasados suyos, eran uno de los doce linajes de la ciudad de Soria.
El escudo de Vizcondado de Matamala (Yáñez de Barnuevo) es el siguiente:
"Cuartelado en cruz: 1º y 4º de gules y un castillo de oro; 2º y 3º de azur y una cruz, encorada y vaciada, de oro.  Por timbre, sobre el casco o la corona de vizconde, un dragón o sierpe alada, enroscada y con un lema o lama que dice: SI DORT.  Todo el escudo está rodeado por una cadena de eslabones alternados con piñas de oro y en una cinta el lema: GAUDIUM ETENIM DOMINI FORTITUDO NOSTRA".
Vizcondes de Matamala
|                                | Titular                                            | Periodo               |
| Creación por Felipe V          | Creación por Felipe V                              | Creación por Felipe V |
| ------------------------------ | -------------------------------------------------- | --------------------- |
| I                              | D. Lucas Jerónimo Yáñez de Barnuevo y San Clemente | 1703-                 |
| Rehabilitación por Alfonso XII |                                                    |                       |
| II                             | Diego Miguel Rodríguez de Bahamonde y Jaime        | 1876-1877             |
| III                            | José Leopoldo [Rodríguez de] Bahamonde y de Lanz   | 1878-1923             |
| IV                             | Concepción [Rodríguez de] Bahamonde y Sarriá       | 1924-1952             |
| V                              | Carmen de Marichalar y Bruguera                    | 1956-1970             |
| VI                             | Carmen García-Durán y Marichalar                   | 1975-1980             |
| VII                            | Carmen Ruiz y García-Durán                         | 1982-actualidad       |

Historia de los Vizcondes de Matamala
§ Lucas Jerónimo Yáñez de Barnuevo y San Clemente (1703), I Vizconde de Matamala, I Marqués de Zafra. Caballero de la Orden de Alcántara. 
1. Casó con Ana joaquina Yáñez de Barnuevo y Sada.
§ Diego Miguel Rodríguez de Bahamonde y Jaime 1876-1877, II Vizconde de Matamala, Marqués de Zafra. Diputado a Cortes por la provincia de Granada. Juez, Magistrado Presidente y Fiscal en Audiencia. Rector de varias Universidades, incluida la Central de Madrid. Inspector general de Instrucción Pública. Gentilhombre de Cámara con entrada y ejercicio de Isabel II y Alfonso XII.
1. Casó con Pilar de Lanz y Gómez de Palacio. Le sucedió su hijo:
§ José Leopoldo [Rodríguez de] Bahamonde y de Lanz 1878-1923, III Vizconde de Matamala. Ministro de Gobernación y ministro de Gracia y Justicia durante el reinado de Alfonso XIII.
1. Casó con María de la Concepción de Sarriá y Albis. Sucedió su única hija:
§ Concepción [Rodríguez de] Bahamonde y Sarriá 1924-1952, IV Vizcondesa de Matamala. Marquesa de Zafra, por fallecimiento de su tío, Diego José Bahamonde y Lanz, y renuncia de su padre. Gran Cruz de la Orden Civil de la Beneficencia.
1. Casó con Francisco Torres. Sin descendencia de este matrimonio, el título pasó a:
§ Carmen de Marichalar y Bruguera, (1956-1970), V Vizcondesa de Matamala. 1. Casó con Leopoldo García-Durán y Parages. Sucedió su hija:
§ Carmen García-Durán y Marichalar, (1975-1980), VI Vizcondesa de Matamala. 1. Casó con Agustín Ruiz y Fernández de Mesa. Le sucedió su hija:
§ Carmen Ruiz y García-Durán (1982), VII Vizcondesa de Matamala. Actual titular. 1. Casó con Adolfo Roldán de Lázaro